# Rap Sh!t
Rap Sh!t är en amerikansk musik- och komediserie vars första säsong hade premiär den 21 juli 2022 på strömningstjänsten HBO Max. Första säsongen består av åtta avsnitt. Serien är skapad av Issa Rae som även skrivit delar av seriens manus. En andra säsong var tidigare planerad att ha premiär den 10 augusti 2023, men försenades på grund strejkerna i Hollywood 2023.

## Handling
Serien kretsar kring de två barndomsvännerna Shawna och Mia som på senare år förlorat kontakten. Shawna arbetar på hotell och Mia är eskort och har ett Onlyfanskonto. Både drömmer dock om att bli rapstjärnor och när deras vägar möts igen lägger de upp en rapsång på Tiktok som snabbt blir viral.

## Rollista (i urval)
- Aida Osman – Shawna Clark
- KaMillion – Mia Knight
- Jonica Booth – Chastity
- Devon Terrell – Cliff Lewis
- RJ Cyler – Lamont
- Ashlei Sharpe Chestnut – Fatima
- Daniel Augustin – Maurice
- Amandla Jahava – Jill
- Jaboukie Young-White – Francois Boom